# Château de Villotte-Saint-Seine
Le château de Villotte-Saint-Seine est un château moderne situé à Villotte-Saint-Seine (Côte-d'Or) en Bourgogne-Franche-Comté.

## Localisation
Le château se situe à la sortie du village, sur les pentes de la combe de la Louère.

## Historique
Le château de Villotte-Saint-Seine construit pour l'essentiel au XVIIe siècle est complété par deux avant corps au XIXe siècle.

## Architecture
Bâti selon un plan en H le château couvert d'ardoises est entouré d'un parc avec serres, pavillon de gardien et communs aménagés au XIXe siècle. Le colombier dont le toit en laves est surmonté d'un lanternon avec un pigeon remonte au XVIe siècle. Le château, le parc, les dépendances, la serre, le colombier, le jardin potager, le verger, le jardin régulier et l'enceinte sont inscrits au titre des monuments historiques par arrêté du 4 mai 1995.